# Tregantle Fort

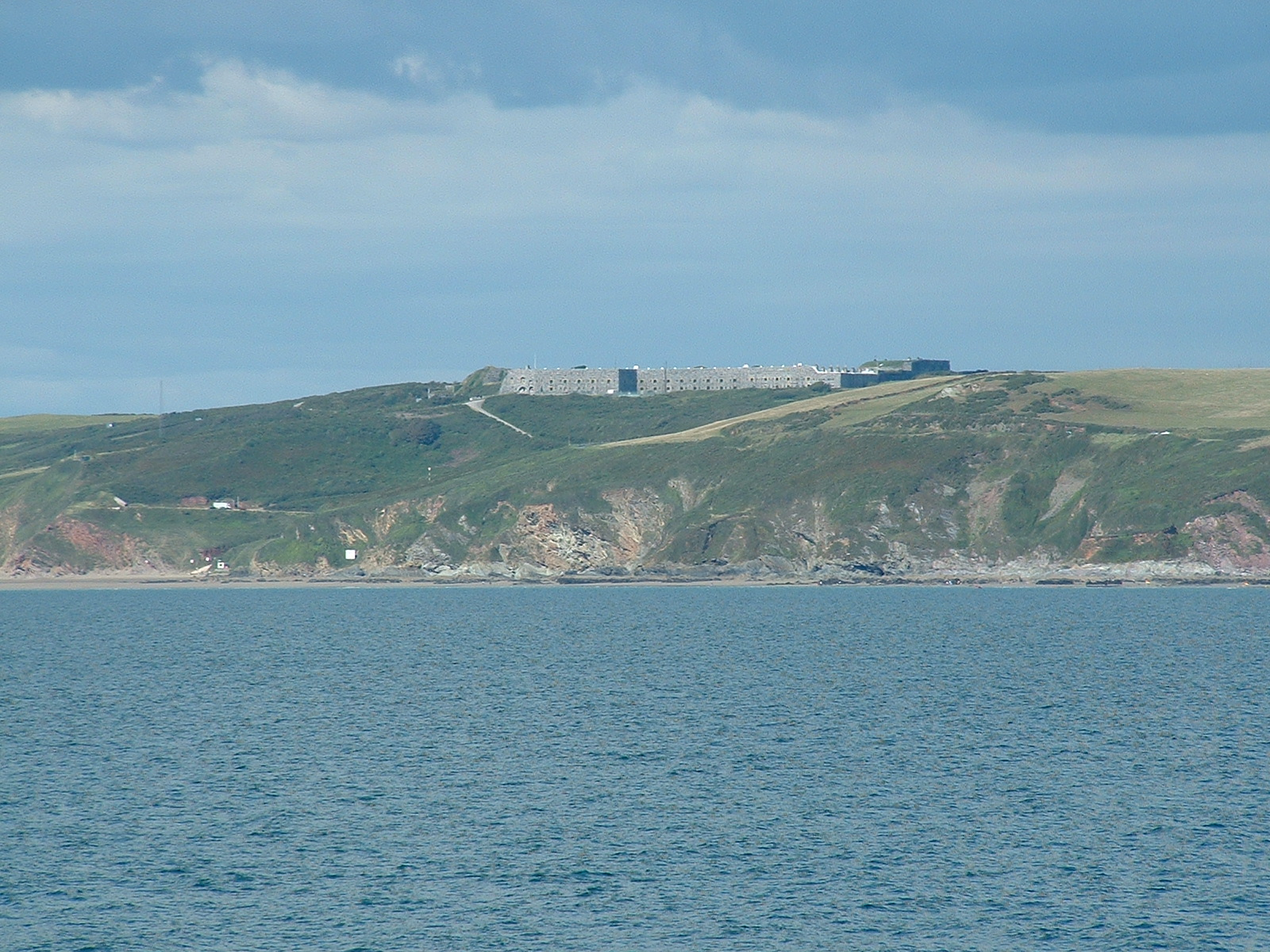
Tregantle Fort vom Meer aus

Tregantle Fort ist eine ehemalige Festung in der Grafschaft Cornwall in Großbritannien. Das als Kulturdenkmal der Kategorie Grade II und als Scheduled Monument geschützte ehemalige Fort liegt etwa zwei Kilometer südwestlich des Dorfes Antony auf der Halbinsel Rame auf einer etwa 110 m hohen Anhöhe über der Whitesand Bay am Ärmelkanal.

## Geschichte
Das Fort wurde 1858 auf Grund der Empfehlungen der Royal Commission on the Defence of the United Kingdom als Teil des neuen Fortgürtels um Plymouth entworfen und bis 1865 errichtet. Als Teil der Western Defences sollte es zusammen mit Polhawn Fort und Scraesdon Fort feindliche Landungen auf der Halbinsel Rame verhindern, von wo die Marinebasis Devonport über den Hamoaze hinweg hätte beschossen werden können. Das Fort wurde jedoch nie in Kampfhandlungen verwickelt.

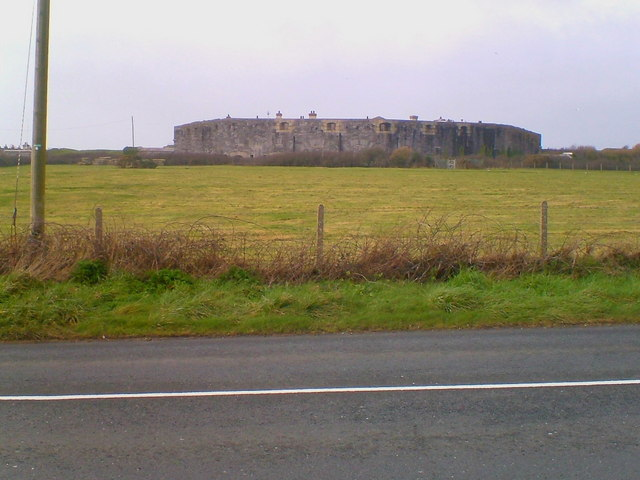
Ansicht von Westen

Die Hauptbewaffnung sollte aus 35 32-Pfünder Hinterladergeschützen mit glattem Lauf bestehen, die aber nie vollständig installiert wurden. 1893 bestand die Bestückung aus 5 7-Inch-Hinterladergeschützen und 19 64-Pfünder-Vorderladerkanonen. Die Garnison bestand anfangs aus einer 50 Mann starken Einheit der Küstenartillerie. Bereits nach wenigen Jahren galt die Anlage als überholt, so dass die Besatzung auf nur noch sechs Kanoniere reduziert wurde. Als Ersatz für die veraltete Festung wurde von 1888 bis 1894 östlich die Tregantle Down High Angle Battery errichtet, eine Geschützstellung aus vier 9-Inch-Vorderladergeschützen. Die Geschütze konnten als Steilfeuergeschütze mit einer maximalen Rohrerhöhung von 70 Grad eingesetzt werden, so dass die Geschosse auch Panzerdecks von Schiffen durchschlagen konnten. Die Reichweite von den 100 m über dem Meer gelegenen Stellungen betrug bis zu 10.000 m. Die vier drehbaren Geschütze waren in zwei Paaren auf Betonbettungen aufgestellt. Zwischen den beiden Geschützpaaren befanden sich Magazine und Werkstätten. Als Unterkunft für die Geschützbedienungen diente das nahe gelegene alte Fort.
Für den Bau der neuen Küstenartilleriestellung wurde extra eine Walker Quay genannte Anlegestelle am Lynher River sowie eine Militäreisenbahn zur neuen Geschützstellung gebaut, auf der die 12 t schweren Geschütze transportiert wurden. Die Bahnlinie wurde 1893 fertiggestellt, doch bereits zehn Jahre später wurden die schweren Geschütze wieder deinstalliert und die Bahnlinie wurde stillgelegt und schließlich demontiert.
Zu Beginn des 20. Jahrhunderts diente Tregantle Fort als Hauptquartier für ein Infanteriebataillon sowie als Übungsanlage für Handfeuerwaffen. Nach dem Ersten Weltkrieg wurde die ehemalige Festung aufgegeben, doch ab 1938 wieder als Übungsgelände der Territorialarmee zur Flugabwehr, zur Brandbekämpfung und für Rettungseinsätze genutzt. Mit Beginn des Zweiten Weltkriegs diente es als Übungsgelände zur Giftgasabwehr, bis 1942 US-Truppen zur Vorbereitung der Invasion in der Normandie in der ehemaligen Festung untergebracht wurden. Nach 1945 wurde die Anlage der britischen Armee zurückgegeben, derzeit nutzt das Royal Corps of Transport die Anlage.
Die steilen, zum Meer abfallenden Hänge unterhalb des Forts werden als Schießstände von der Ausbildungsstätte HMS Raleigh in Torpoint genutzt.

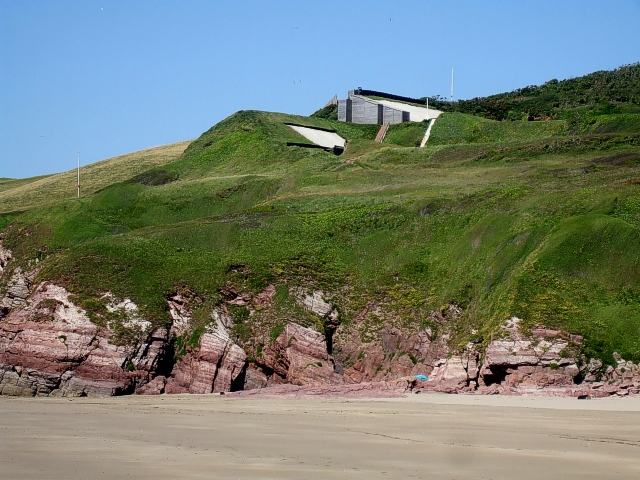
Schießstand bei Tregantle Fort

## Anlage
Der Grundriss des Forts ist ein unregelmäßiges Sechseck. Das Terrain südlich der Festung fällt steil zum Meer ab, auf den anderen Seiten ist die Festung von einem Graben umgeben. Die Außenmauern der Festung bestehen aus grobem Kalkstein, das Torhaus mit einer gewölbten Durchfahrt befindet sich im Südosten. Der Graben konnte mit drei Kaponniere im Westen und Norden verteidigt werden. An der Ostmauer befindet sich ein zweigeschossiger, zur Hofseite halbrunden Kavalier, der auch zum Hof durch einen Graben geschützt ist und als Hauptmagazin diente. Der Hof besteht aus zwei Ebenen, der höher gelegene nördliche Teil diente als Aufstellungsfläche für die Geschütze, der tiefer gelegene südliche Teil enthielt die Kasernen für eine Garnison von bis zu 1000 Soldaten.